# متلاک بث
متلاک بث (به انگلیسی: Matlock Bath) یک روستا و محله مدنی در بریتانیا است که در Derbyshire Dales واقع شده‌است. متلاک بث ۷۵۳ نفر جمعیت دارد.